# Podebłocie
Podebłocie ist ein Dorf der Landgemeinde Trojanów im Powiat Garwoliński der Woiwodschaft Masowien in Polen. Es hat ungefähr 1000 Einwohner. 
Das Dorf ist vor allem dadurch bekannt, dass dort im Jahr 1986 Tonscheiben gefunden wurden, auf denen zum ersten Mal die Benutzung von Schrift auf polnischem Boden nachweisbar ist.

## Geschichte

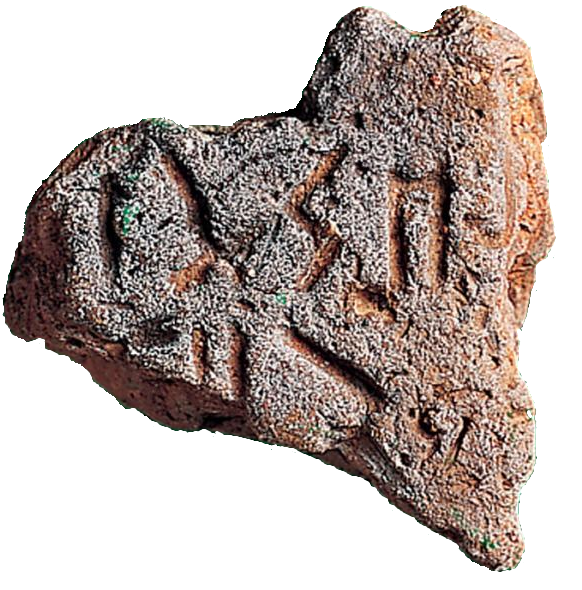
Eine der Tontafeln aus Podebłocie

Archäologische Ausgrabungen bestätigen, dass auf dem heutigen Gebiet von Podebłocie bereits in der Steinzeit menschliche Siedlungen vorhanden waren. Besonders erwähnenswert ist ein archäologischer Fund aus dem Jahr 1986. Unter den mehr als 1400 Scherben von Gefäßen, die in Podebłocie ausgegraben wurden, befanden sich drei Fragmente von Tontafeln aus lokalem Rohstoff, die auf Ende des 8. bis Anfang des 9. Jhd. datiert wurden. Auf dem größten Teil ist die erste Spur einer Schrift auf heute polnischem Boden eingraviert: die griechischen Buchstaben IΧςH, also das Monogramm des Namens Christi mit dem Buchstaben H (griechisches N: Nika – Sieger). Somit ist Iesos Christos Nika ("Jesus Christus siegt") die Bedeutung der ersten Buchstaben, die zwischen Karpaten und Ostsee aufgezeichnet wurden. Wichtig ist jedoch zu betonen, dass hier bereits knapp 100 Jahre vor der Gründung Polens Spuren des Christentums zu finden sind. Es gibt verschiedene Theorien zum Urheber der Schrift auf den Tontafeln. Möglicherweise stammen sie von einem christlichen Kriegsgefangenen, vielleicht auch von einem Kaufmann aus Byzanz oder Mähren, der so weit nach Norden reiste.